# Tambatitanis
Tambatitanis amicitiae is een plantenetende sauropode dinosauriër, behorend tot de groep van de Titanosauriformes, die tijdens het vroege Krijt leefde in het gebied van het huidige Japan.

## Vondst en naamgeving
In augustus 2006 vonden twee vrienden, de heren amateurpaleontologen Murakami Shigeru en Adachi Kiyoshi, bij Kamitaki nabij de stad Tamba in de prefectuur Hyogo de resten van een sauropode. Het duurde vijf jaar om die op locatie uit het harde gesteente los te maken op een oppervlakte van zes bij vier meter.
In 2014 werd de typesoort Tambatitanis amicitiae benoemd en beschreven door Haruo Saegusa en Tadahiro Ikeda. De geslachtsnaam is afgeleid van de streek Tamba en de titanen, een reuzengeslacht uit de Griekse mythologie. De soortaanduiding is de genitief van amicitia, Latijn voor "vriendschap", een verwijzing naar de beide vrienden.
Het holotype, MNHAH D-1029280, is gevonden in een laag van de onderste Sasayamagroep, die vermoedelijk dateert uit het vroege Albien. Het bestaat uit een gedeeltelijk skelet met schedel. Bewaard zijn gebleven: losse tanden, een hersenpan, een stuk voorste rechteronderkaak, een atlas, een stuk van een meer achterste halswervel, een stuk ruggenwervel, ribben, ribben van de eerste sacrale wervel, een doornuitsteeksel van een sacrale wervel, een reeks bestaande uit de voorste elf staartwervels, negen achterste staartwervels, chevrons, een darmbeen met vier sacrale ribben en een schaambeen. De fossielen maken deel uit van de collectie van het Museum of Nature and Human Activities.

## Beschrijving

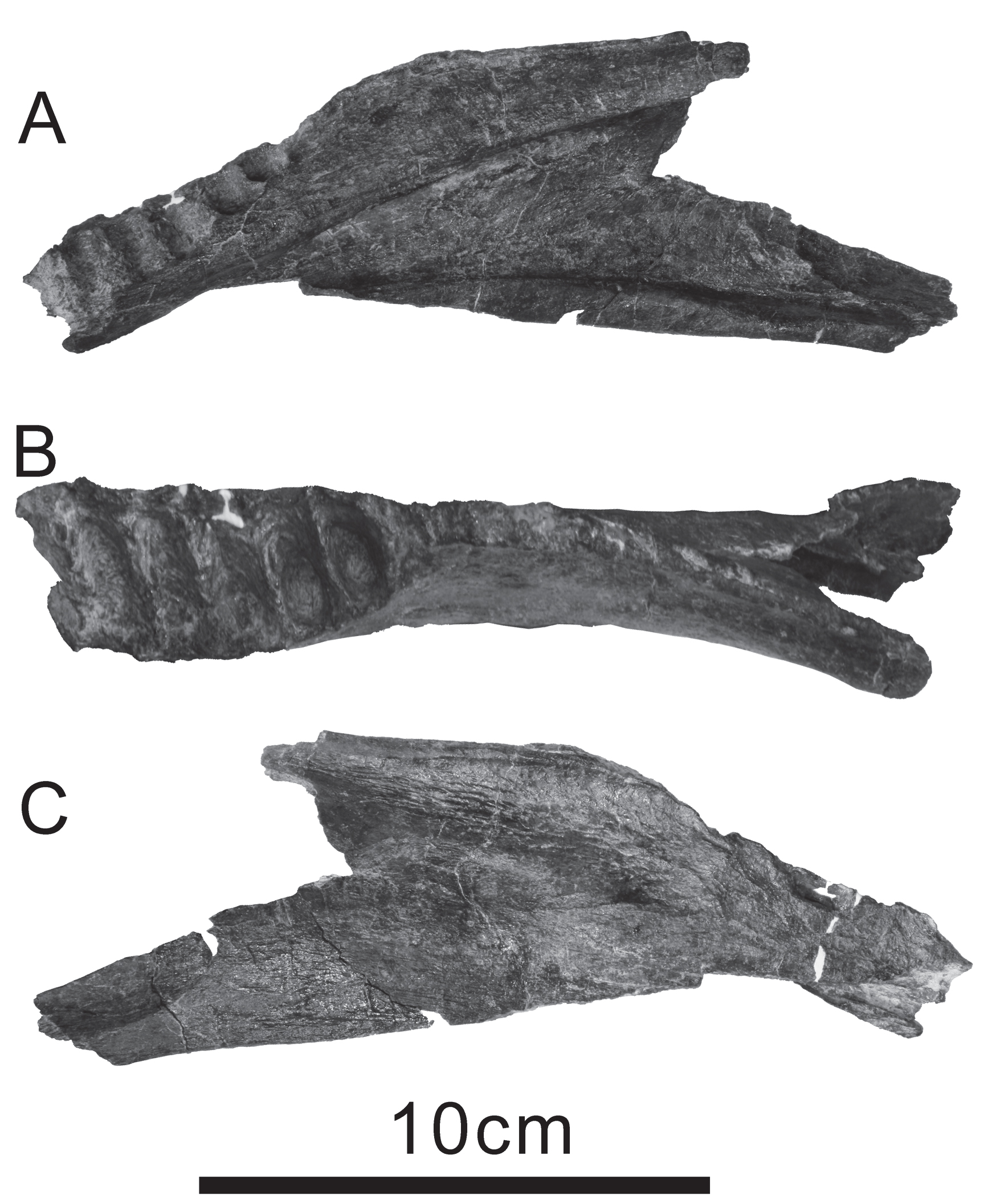
Het rechterdentarium

De lichaamslengte van Tambatitanis is lastig te bepalen daar er weinig materiaal van de nek en romp bekend is. De staart wijst op een totale lengte van tussen de tien en vijftien meter. Gregory S. Paul schatte in 2016 de lichaamslengte op veertiene meter, het gewicht op vier ton.

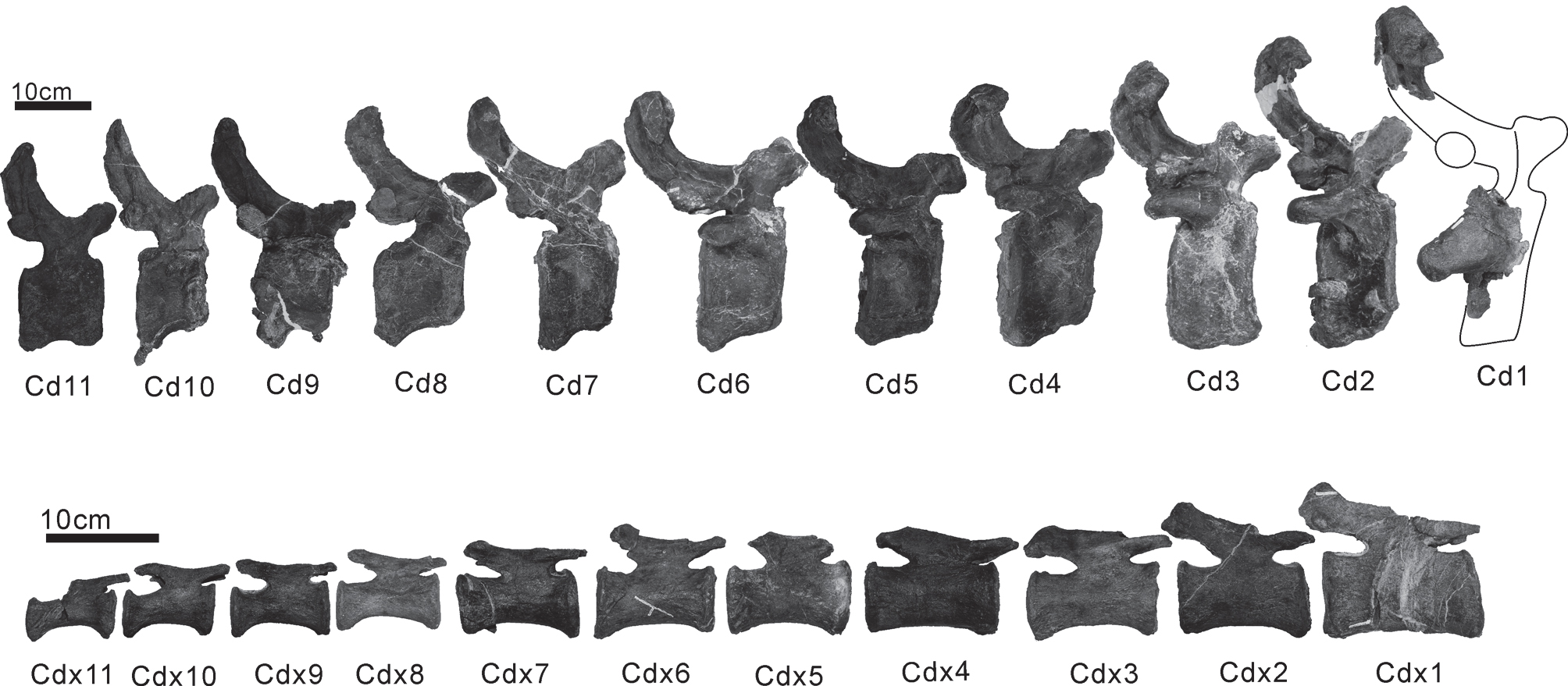
Staartwervels

De beschrijvers wisten enkele onderscheidende kenmerken vast te stellen. Op het achterhoofd is de bovenkant van de schacht van de processus paroccipitalis, die de onderrand vormt van een fenestra posttemporalis, overdwars kort en in achteraanzicht V-vormig. Bij de voorste staartwervels steken de top van het doornuitsteeksel en de achterste gewrichtsuitsteeksels achter de rand van het wervellichaam uit. In zijaanzicht zijn de doornuitsteeksels van de achterste staartwervels sterk naar voren gebogen, een boogvormig profiel vormend. De top van de doornuitsteeksels van de voorste staartwervels is verbreed en halfrond met zijn voorkant uitgehold door een achterste uitloper van de uitholling tussen het doornuitsteeksel en de voorste gewrichtsuitsteeksels. De zijuitsteeksels van de voorste staartwervels zijn kort en L-vormig. De chevron van de eerste staartwervel is van alle bekende Sauropoda het langst in vergelijking met de lichaamsgrootte. De uiteinden van de voorste chevrons zijn staafvormig. De uiteinden van de middelste chevrons zijn overdwars afgeplat, van voor naar achter verlengd en missen een voorste uitsteeksel.

## Fylogenie
Tambatitanis is binnen de Titanosauriformes in de Somphospondyli geplaatst. Een cladistische analyse wees op een basale positie in de Euhelopodidae, boven Erketu in de stamboom en onder een klade gevormd door Euhelopus, Daxiatitan en de zustersoorten Tangvayosaurus en Phuwangiosaurus. De beschrijvers beklemtoonden echter dat deze resultaten nog voorlopig zijn en dat de hersenpan van Tambatitanis meer lijkt op die van de Titanosauridae.